# 寧漢戦争
寧漢戦争（ねいかんせんそう）は1927年10月から11月まで（湖南省残党との交戦は3月まで）、武漢国民政府と南京国民政府の間で勃発した戦争である。武漢国民政府の略称が「漢方」で、南京国民政府の略称が「寧方」であるので、史学界では「寧漢戦争」と言われる。また、作戦の主力部隊が武漢国民政府内部の唐生智の部隊と南京国民政府内部の新広西派（桂軍）李宗仁の部隊であった、このため「李唐の戦」とも言われる。

## 背景
上海クーデターと寧漢分裂の後、武漢国民政府の汪兆銘、唐生智らの勢力と、南京国民政府の蔣介石、新広西派（以下、軍事に限定する際は桂軍と称す）の勢力は政治、軍事など多方面にわたって抗争を展開し、正統という地位を獲得しようとした。
上海クーデターの後、新広西派の勢力は拡大した。蔣介石は何応欽と連絡をとり、桂軍に属する国民革命軍第7軍（軍長：李宗仁）を解散させ新広西派に打撃を与える準備をした。しかし、何応欽が同調しなかったため、蔣介石の桂軍を攻撃する計画は成功しなかった。
当時、寧漢双方のいずれもが、西北で既に北伐軍陣営への参加を宣言（五原誓師）した元国民軍の馮玉祥を自陣営に引き入れようと尽力をしていた。馮玉祥は兵を20万人以上擁し、寧漢双方の相違の調停を取り持ち、併せて寧漢双方の北伐の継続を図った。1927年5月、南京国民政府は北伐を継続し、桂軍第7軍を北上させ山東省内に進攻させ、張宗昌、孫伝芳ら北洋軍閥を追い払った。同時に、武漢国民政府もまた、北伐に派兵し、奉天派が制圧していた河南省へ進攻した。
1927年7月、武漢国民政府（漢方）は唐生智、程潜の第7軍、張発奎らの部隊を東方に進め南京国民政府（寧方）へ進攻した。桂軍は武漢国民政府の作戦を口実に迅速に部隊を動員して、南京付近にもどり、併せて浙江省に駐屯している国民革命軍第26軍軍長・周鳳岐（元直隷派）と連絡をとり、南京に対する包囲を形成した。
その後、李宗仁と程潜の部隊の協議が成立し、相互に攻撃しないこととし、これをもって蔣介石に対し圧力を加えた。7月15日、汪兆銘は武漢で「国共合作の解消」を実施し、共産党員と国民党内の左派を追放したので、共産党はこれにより全国で抑圧され地下活動に転じることとなった。寧漢双方の根本的な政治的対立点が消滅し、寧漢が合流する基盤ができたのだが、武漢国民政府は依然として蔣介石の下野をあくまで主張した。
8月、直隷派残党を取り込み安国軍総司令を称していた奉天派軍閥の張作霖は、張宗昌、孫伝芳の南下、南京進攻を支援した。8月6日、蔣介石が自ら指揮した徐州戦役が失敗し、王天培率いる国民革命軍第10軍は甚大な被害を受け、江蘇省北部の交通の要所で軍事上の要衝徐州を失った。南京国民政府は背腹に敵を受け、形勢は危ういものとなった。蔣介石は徐州作戦の勝利によって武漢国民政府の圧力に対抗することを元々の計画としていたが、失敗した。この戦闘で王天培は敗戦の罪を問われ8月に処刑された。
8月8日、新広西派首領の李宗仁は武漢国民政府に電信を発し、「全体の善後策」を要求した。それは蔣介石の下野を要求するものだった。蔣介石は徐州から南京に戻り、新広西派第2位の白崇禧に武漢国民政府の作戦に対する部隊配置を命令した。しかし白崇禧の公然とした抗命に遭ったので、蔣介石はやむを得ず下野するとの電信を発し表明した。
蔣介石の自発的下野によって、武漢国民政府は一時「討伐」の目標を失った。桂軍は何応欽の部隊を動かすことができるようになり、はじめに北方軍閥を迎え撃った。
8月末、孫伝芳軍と南京国民政府軍隊とが争奪戦を繰り返した結果、桂軍第7軍と何応欽の第1軍は24日、竜潭で全面反攻を開始し、南下進攻していた孫伝芳の主力6万人余を撃破した。何応欽は第一路軍と第二路軍の一部を率いて津浦路から徐州の方向へ孫伝芳軍残部をなおも追撃、孫伝芳はただ十数人の衛兵をつれただけで長江の北岸へ渡って撤退し、南京の情勢は落ち着いた。この後、孫伝芳は次第に政界から遠ざかって行った。李宗仁の第三路軍は鄂皖（湖北省・安徽省）一帯を制圧した。 
9月11日～13日、新広西派の主導の下、寧漢双方と国民党元老の多数とで上海で会議を開き、双方の連合を交渉した。新広西派と国民党内部の「西山会議派」はいっしょになって武漢国民政府の汪兆銘を排斥し、新広西派の主導する「中国国民党中央特別委員会」で「寧漢合流」を表面的に成立させ、汪兆銘に圧力を加え下野させた。汪兆銘は下野したものの、依然として新広西派に反対する武漢国民政府の唐生智、程潜と連絡をとっていた。同時にまた、武漢国民政府の張発奎が広州で中央、新広西派と対抗して立つよう策動した。この時共産党の武装化により、張発奎の部隊は南下して広東省に進攻し、また程潜の部隊は湖南省防衛のために移動し、武漢政府軍はほぼ唐生智により支配され、加えて蔣介石、汪兆銘が前後して下野した。このため、寧漢双方の対立は、南京国民政府の蔣介石、武漢国民政府の汪兆銘の間の政治対立から変化し、南京国民政府の実権を握った新広西派と武漢国民政府の実権を握った唐生智との間の政治対立となった。

## 作戦の経過
1927年9月22日、唐生智は「武漢政治分会」の名義で「護党」を宣言し、新広西派主導の中央特別委員会に反対すると公表した。併せて、国民革命軍第36軍劉興の部隊に東進を命令したので、当塗県の桂軍第7軍（9月19日より夏威が軍長に就任）の部隊と前哨戦が発生した。桂軍はこれに対し「中央」の名義で西進出兵し、唐生智を攻撃した。
桂軍は政治と軍事の手段を同時に使い譚延闓を動員し、孫科らを武漢に向かわせ唐生智と会談させたが、会談は失敗した。
10月18日、南京政府に投降した程潜の国民革命軍第6軍はまず宣城を守備していた第36軍劉興の部隊に攻撃開始し、寧漢戦争が正式に勃発した。
10月20日、南京国民政府は唐生智の討伐を決定、一方、21日に武漢政治分会も中央特別委員会の正当性を否定した。24日、南京国民政府は唐生智の党籍剥奪を決定。また、李宗仁の第3路、程潜の第4路を以て西征軍を編成した。編成は以下の通り。
南京政府側
- 西征軍
  - 江右路：李宗仁総指揮、江北から西に進軍。
    - 第7軍 - 軍長：夏威
    - 第37軍 - 軍長：陳調元
    - 第19軍 - 軍長：胡宗鋒

  - 江左路：程潜総指揮、江北から西に進軍。
    - 第6軍 - 軍長：程潜（兼）
      - 第17師 - 師長：李明灝（中国語版）[2]
      - 第18師 - 師長：張軫[2]
      - 第19師 - 師長：胡文斗[2]
      - 教導総隊 - 総隊長：李国良、副総隊長：湯恩伯[2]

  - 第13軍 - 軍長：陳嘉祐
  - 第44軍 - 軍長：葉開鑫
- 征路討唐軍
  - 第2軍 - 軍長：魯滌平、副軍長：張輝瓚（中国語版）
    - 第4師 - 師長：王捷俊[2]
    - 第6師 - 師長：戴岳[2]
    - 第19師 - 師長：朱耀華（中国語版）[2]

  - 第20軍 - 軍長：楊森
  - 第43軍 - 軍長：李燊
- その他
  - 第25軍 - 軍長：周西成、湖南省西部に派遣
  - 第5軍 - 軍長：李福林（中国語版）、武漢に派遣

武漢政府側
- 第4集団軍 - 司令官：唐生智
  - 第8軍 - 軍長：李品仙
    - 第1師 - 師長：張国威
    - 第2師 - 師長：李雲杰
    - 第3師 - 師長：呉尚

  - 第35軍 - 軍長：何鍵、安慶を守備[6]
  - 第36軍 - 軍長：劉興、蕪湖を守備[6]
    - 第1師 - 師長：廖磊
    - 第2師 - 師長：凌兆堯
    - 第3師 - 師長：張節

  - 第18軍 - 軍長：葉琪（中国語版）、10月20日、第8軍、第35軍の部隊を抽出し編成[7]（11月21日新編とも[8]）
    - 独立第4師 - 師長：門炳岳
    - 独立第7師 - 師長：何宣
    - 独立第21師 - 師長：危宿鐘

江西省の国民革命軍朱培徳の部隊は既に南京国民政府に投降していたため、唐生智は南京国民政府軍の部隊に腰から半分に切られるように分断されること防ぐため、安徽省から撤退した。李宗仁は自ら安慶に赴き前線の作戦指揮を執り、併せて唐生智の「十大罪状」を発表した。唐生智は撤退を続け、武穴、武漢を相次いで放棄した。11月11日、唐生智は李品仙、何鍵ら将官を集めると、自ら下野を表明、湖南省へ撤退し、しばらくの間防衛線を維持して休養に努めるよう命じた。同日、張国威が李品仙に代わって第8軍長に任ぜられたが、離反が発覚し処刑された。12日夜、唐は参謀の張翼鵬、妟勲甫とともに貨物船「御月丸」で日本に亡命した。同日、李品仙、廖磊、何鍵、周斕らは南京政府に停戦を求めたが、桂軍は応じなかった。14日、唐軍は撤退を開始し、湖南省に逃れた。15日、南京国民政府は武漢政治分会を解消して湘鄂臨時政務委員会を設置、程潜が主席となった。こうして武漢は南京国民政府の制圧下となった。

### 湖南追撃戦
11月20日、唐軍は長沙に第4集団軍弁事処（12月20日、湖南臨時軍事委員会と改称）を設置、李品仙、何鍵、劉興が常務委員に就任。21日、李、何、劉は湖北省政府主席・周斕と会議を開き、部隊の立て直しを図った。その一方で、李品仙と廖磊は広西省出身、何鍵は白崇禧と同期（保定3期）であったため、桂軍との衝突を望んでおらず、葉琪を長沙に2度派遣した。12月29日、葉琪は2度目の派遣で以下の和解策を提示した。
- その1：李品仙らは李宗仁、白崇禧と軍事上連携を行い、命令を受ける。
- その2：李品仙らは広東を征伐し黄紹竑を助け、あるいは1、2個軍を武漢に派遣する。
- その3：党や国の一切の主張に対しては、李宗仁、白崇禧に同調する。

しかし、桂軍や程潜は武力解決を決心しており、白崇禧を総指揮とする西征軍は1928年1月1日をもって湖南省への進軍を開始した。1月15日、西征軍は総攻撃を開始。東路と西路に分け、以下のように展開した。
- 西征軍
  - 東路：第7軍と第19軍が主力となり平江で第8軍の右翼を叩き、第6軍、13軍、第44軍が岳州（現湖南省岳陽市付近）へ進軍。
    - 第6軍 - 軍長：程潜（1月18日より参加[11]）
    - 第7軍 - 軍長：夏威
    - 第13軍 - 軍長：陳嘉祐
    - 第18軍 - 軍長：胡宗鋒
    - 第44軍 - 軍長：葉開鑫（1月投降）

  - 西路：第30軍、第2軍、第43軍は津市、澧県、安郷を攻め、第3軍、第9軍が醴陵、瀏陽、株洲に進軍し退路を絶つ[10]。
    - 第2軍 - 軍長：魯滌平、副軍長：張輝瓚
      - 第4師 - 師長：王捷俊
      - 第6師 - 師長：戴岳
      - 第19師（2月22日、第23師に改称[2]） - 師長：朱耀華

    - 第43軍 - 軍長：李燊
    - 第30軍 - 軍長：魏益三
      - 第1師（2月25日、第103師に再編[7]）
      - 第2師（2月25日、第104師に再編[7]）
      - 第3師（2月25日、第105師に再編[7]）

    - 第3軍 - 軍長：王均
    - 第9軍 - 軍長：金漢鼎

武漢政府側
- 第35軍 - 軍長：何鍵、津市、澧県、安郷を防衛
- 第17軍 - 軍長：周斕（11月21日新編[8]～）、予備隊
- 第8軍 - 軍長：李品仙、平江、瀏陽を防衛
- 各独立師団：予備隊
- 第18軍 - 軍長：葉琪（中国語版）
  - 第1師 - 師長：廖磊
- 第36軍 - 軍長：劉興

この時に、下野していた蔣介石は11月22日に帰国しており、後ろ盾を得た李品仙、何鍵、劉興、周斕は1月5日、隷下部隊将兵に「擁蔣反白」の通電を発した。1月9日、唐生智と連合し、勢力を増強しつつある新広西派への打撃を準備していた。
15日、葉開鑫の第44軍は海軍第2艦隊と連携して岳州の長江のほとりにある城陵磯を攻撃。程潜の第6軍も17日に岳州を攻略した。しかし、葉開鑫はその過程で唐生智と蔣介石に投降し、21日、蔣介石より桂軍打倒の密電を受ける。第44軍は第6軍の右翼を、李品仙の第8軍が背後を急襲した。第6軍は重大な打撃を受け、壊乱状態に陥った。白崇禧は緊急電を武漢政府に発し、二つの救援策を提出し、その内容は「第1は全軍を呼び戻し葉開鑫の部隊を攻撃し、武漢を防衛する。第2は葉開鑫にはかまわず、全軍で正面の敵軍防衛線を突破し、唐生智の総司令部のある湖南省長沙を攻略する。」というものだった。
当時武漢にいた南京政府の李烈鈞、譚延闓、何応鈞ら高官は皆第一案を取るよう主張したが、桂軍の首領李宗仁は第二案の採用を堅持した。これにより、白崇禧は自ら軍を率いて南下し、1月25日に長沙を占領。35軍と18軍は常徳に、第36軍と8軍は衡陽に逃げ込んだ。7日に衡山、8日に衡陽などの湖南省の重要拠点を連破した。李品仙、劉興、周斕は連名で白崇禧に電報で停戦を求めた。しかし、桂軍は更に進軍を続け、宝慶を占領、三軍は新化、漵浦まで追い詰められた。唐生智の部隊は再起不能となり大敗した。3月3日、李品仙は白崇禧と、葉琪は程潜と会見して南京政府擁護を表明し、南京政府による改編を受け入れることを願った。4日、李品仙、葉琪、何鍵は電報で北伐への参加を表明。
寧漢戦争は新広西派を主力とする南京政府の勝利で終わった。

## 結果と影響
寧漢戦争中に最大の利益を得た者は、南京側の新広西派だった。新広西派が寧漢分裂期間中の政治状況を利用し、軍事上不利な形勢にもかかわらず蔣介石の失脚に成功した。新広西派の支配を受け入れた「中央特別委員会」を通じ政治手段を組み立て、同時に武漢側の汪兆銘を排斥した。この後、中央の名義で出兵し、武漢側の唐生智を撃破し、併せて湖南省及び湖北省の唐生智の部隊を接収した。この後、湖北省、湖南省は新広西派の勢力圏となった。新広西派支配下の兵力は約20万に増大した。
しかし、蔣介石と唐生智、汪兆銘らはすばやく連合し、勢力を増大しつつあった新広西系と対抗した。1927年末、蔣介石と汪兆銘は張発奎、黄琪翔を広州で中央とは別に立て、新広西派の勢力を広東省から駆逐しようとした。当時新広西派は唐生智との作戦の兵力配置をしていて、まだ広州方面では衝突が勃発していなかった。この後、新広西派の攻撃に唐生智が敗れたのだが、蔣介石はかえって「広州張黄事変」を利用し、復帰に成功した。
新広西派が寧漢戦争で勝利した要因
第1　各方面の勢力を味方につけることを続け、譚延闓、孫科、胡漢民ら国民党元老の多数を南京政府の支持に転向させ、政治上の主導権を握った。
第2　軍事的実力の優位を占め、南京政府に所属した李宗仁、程潜、何応鈞らの部隊約6個軍兵力約10万と、併せて海軍及び空軍の援助を有した。同時にまた、広東省の李済深、四川省の楊森らの部隊が後援し、西北軍馮玉祥もまた南京政府支持を表明した。唐生智の部隊は6、7個軍を有する番号で、兵力15万と称したが、多くの軍は唐生智の指揮を受けるは不本意だった。程潜、魯滌平、朱培徳らの部隊は開戦と前後して、それぞれ南京政府に投降した。唐生智が直接支配できた部隊は3個軍に過ぎなかった。
第3　地理的に有利だった。武漢側が支配していたのは、湖北省、湖南省、江西省の全域と、安徽省の一部、河南省の一部の地区だった。戦端が開くと、朱倍徳が支配する江西省、魯滌平が駐留守備していた湖北省西部はすべて南京政府に投降し、武漢は四面を敵に囲まれることとなった。また、南京政府が支配していたのが江南の富裕地帯で、軍費調達の上でも武漢政府より遥かに豊かだった。
寧漢戦争は「寧漢合流」の結果を保証した。国民政府の統一を維持できるようになった。1928年、国民政府は内部の蔣介石、新広西派、馮玉祥、閻錫山の4大派閥が連合して北伐を進め、速やかに奉天派軍閥張作霖を撃破した。国民政府は形式上全中国を統一した。新広西派はまた寧漢戦争から第2次北伐を通じ、その勢力を急速に拡大し、最盛期となった。

## 関係人物
南京政府側　蔣介石、李宗仁、白崇禧、何応欽、程潜、夏威、朱培徳、魯滌平、胡漢民、譚延闓、孫科、李烈鈞、李済深。
武漢政府側　汪兆銘、唐生智、劉興、葉琪、葉開鑫、李品仙、何鍵。
その他　張作霖、孫伝芳、張宗昌、張発奎、黄琪翔、王天培。

## 注
1. ↑  宋 2008, p. 158.
2. 1 2 3 4 5 6 7 8 9  戚 2001, p. 112.
3. 1 2  戚 2001, p. 107.
4. 1 2  郭 1992, p. 27.
5. ↑  戚 2001, p. 111.
6. 1 2 3 4 5  宋 2008, p. 159.
7. 1 2 3 4  戚 2001, p. 109.
8. 1 2 3 4 5 6  宋 2008, p. 160.
9. ↑  戚 2001, p. 73.
10. 1 2 3 4 5 6 7 8  宋 2008, p. 161.
11. 1 2 3  田伏隆『湖南近代百年史事日志』湖南人民出版社、2009年、486頁。ISBN 9787543860681。
12. 1 2 3 4 5 6  宋 2008, p. 162.